# Myrsine diazii
Espèce
Statut de conservation UICN

 VU D2 : Vulnérable
Myrsine diazii est une espèce de plantes à fleurs de la famille des Primulaceae.

## Publication originale
- Novon 2(4): 397, f. 4. 1992.